# Xenos pallidus
Xenos pallidus (лат.) — вид веерокрылых насекомых рода Xenos из семейства Xenidae. Встречается в Северной Америке:США (Техас, Флорида). Крылатые самцы на преимагинальной стадии и червеобразные безногие самки большую часть жизни проводят в теле общественных ос (Vespidae). Паразиты рода Polistes, например, Polistes annularis (Linneaus), Polistes annularis(Linnaeus) (= Polistes canadensis annularis), P. vellicosus. Вид был впервые описан в 1903 году американским энтомологом Charles Thomas Brues (1879—1955), по типовым материалам из США. Брюс (1903) правильно поместил этот вид в Xenos. Пирс (Pierce, 1908) позже перевел его в род Acroschismus, который он установил для всех веерокрылых, паразитирующих на осах рода Polistes. Бохарт (Bohart, 1941) сделал Acroschismus младшим синонимом Xenos и свёл таксоны A. hubbardi и A. pallidus texensis в младшие синонимы к X. pallidus.
От близких видов отличаются следующими признаками: жилки заднего крыла R1 и R2 представлены как одна неразделенная жилка, общая длина 2,2—3,5 мм, пальпа расположена апикально на максилле, мандибулы примерно равны по длине максиллам.